# Bataille du Dniepr
Seconde Guerre mondiale
Batailles
Front de l’Est

Prémices :
- Campagne de Pologne
- Guerre d’Hiver

Guerre germano-soviétique :
- 1941 : L'invasion de l'URSS

- Opération Barbarossa

Front nord : 
- Guerre de Continuation
- Opération Silberfuchs
- Siège de Léningrad

Front central : 
- 2e bataille de Brest-Litovsk
- Bataille de Białystok–Minsk
- 1re bataille de Smolensk
- Bataille de Kiev

Front sud : 
- Siège d'Odessa
- Campagne de Crimée

- 1941-1942 : La contre-offensive soviétique

Front nord : 
- Poche de Demiansk
- Poche de Kholm

Front central : 
- Bataille de Moscou

Front sud : 
- Seconde bataille de Kharkov

- 1942-1943 : De Fall Blau à 3e Kharkov

Front nord : 
- Offensive de Siniavino
- Opération Iskra
- Bataille de Krasny Bor
- Opération Poliarnaïa Zvezda

Front central : 
- Opération Mars

Front sud : 
- Bataille du Caucase (opération Fall Blau)
- Bataille de Stalingrad
- Opération Uranus
- Opération Saturne
- Offensive d'Ostrogojsk-Rossoch
- Offensive de Voronej-Kastornoe
- Opération Gallop
- Opération Étoile
- Troisième bataille de Kharkov

- 1943-1944 : Libération de l'Ukraine et de la Biélorussie

Front central : 
- 2e bataille de Smolensk
- Opération Bagration

Front sud : 
- Bataille de Koursk
- Bataille du Dniepr
- Offensive Dniepr-Carpates
- Offensive de Crimée
- Offensive de Lvov-Sandomir

- 1944-1945 : Campagnes d'Europe centrale et d'Allemagne

Allemagne : 
- Offensive Vistule-Oder
- Offensive de Poméranie orientale
- Siège de Breslau
- Offensive de Prusse-Orientale
- Bataille de Königsberg
- Bataille de Seelow
- Bataille de Bautzen
- Bataille de Berlin
- Capitulation allemande

Front nord et Finlande : 
- Guerre de Laponie
- Offensive Leningrad-Novgorod
- Bataille de Narva

Europe orientale : 
- Opération Margarethe
- Insurrection de Varsovie
- Soulèvement national slovaque
- Opération Panzerfaust
- Bataille de Budapest
- Opération Frühlingserwachen
- Offensive de Vienne
- Insurrection de Prague
- Offensive de Prague
- Bataille de Slivice

Front d’Europe de l’Ouest

Campagnes d'Afrique, du Moyen-Orient et de Méditerranée

Bataille de l’Atlantique

Guerre du Pacifique

Guerre sino-japonaise

Théâtre américain
La bataille du Dniepr (24 août – 23 décembre 1943) est une bataille de la Seconde Guerre mondiale, qui peut être considérée comme l'une des plus gigantesques batailles de l'histoire, mobilisant des deux côtés jusqu'à quatre millions de soldats et s'étendant sur un front de 1 400 kilomètres. Durant cette campagne de quatre mois, la rive gauche du Dniepr fut libérée de la présence militaire nazie par les forces soviétiques, qui franchirent en force le fleuve et créèrent plusieurs têtes de ponts sur sa rive droite, tout en libérant Kiev alors aux mains des Allemands depuis l'été 1941.

## Contexte
Après la bataille de Koursk et la contre-offensive de l'Armée rouge, à la mi-août 1943, Adolf Hitler réalise qu'il ne peut plus qu'espérer stopper la progression soviétique en s'appuyant sur des lignes fortifiées. Il demande au groupe d'armées Sud de tenir coûte que coûte les positions à établir sur la rive droite du Dniepr. Son armée est maintenant non seulement inférieure du point de vue numérique mais aussi considérablement moins expérimentée qu'un an plus tôt, en raison des pertes colossales subies à Stalingrad, puis à Koursk. Une défense énergique est devenue la seule option sur le front de l'Est en attendant d'éventuelles frictions entre les Alliés. Du côté soviétique, Staline est déterminé à poursuivre la libération des régions occupées par les Allemands entamée depuis le début de l'année. La riche région industrielle de l'Ukraine, avec sa nombreuse population et ses ressources minières dont le charbon du Donbass, constitue un objectif stratégique aux yeux des planificateurs soviétiques. 

## Le commencement

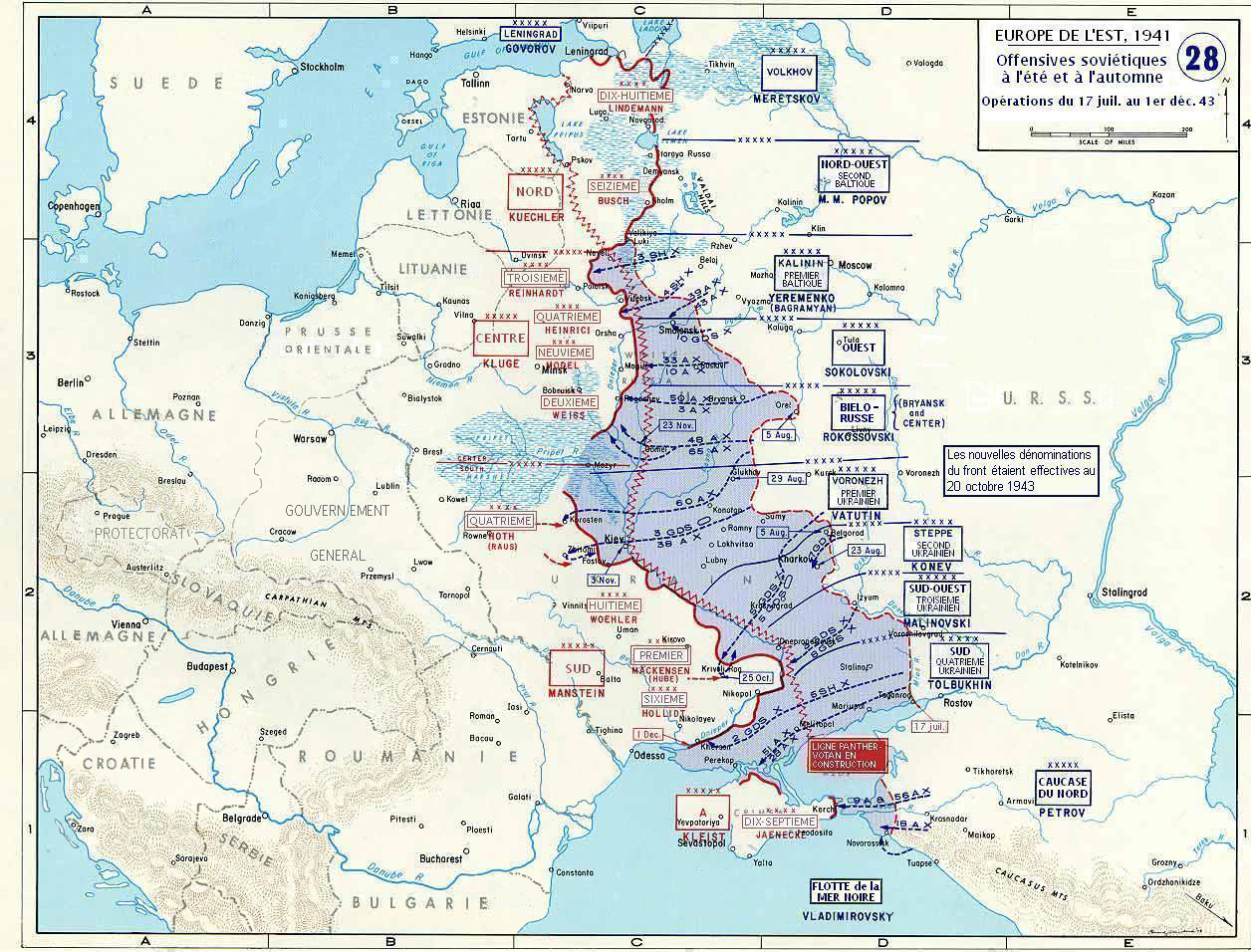
Carte de la bataille du Dniepr, 1943
(carte établie par les services de l'armée des États-Unis).

### Préparatifs défensifs allemands
Le 11 août, l'ordre est donné de bâtir un réseau de fortifications sur la rive droite du Dniepr, la future ligne Panther-Wotan. Il est immédiatement mis à exécution avec un maximum de moyens. Mais la pression soviétique rend aléatoire la constitution d'une ligne assez dense. Les efforts se concentrent donc sur les lieux où le franchissement par l'Armée rouge est le plus vraisemblable, c'est-à-dire Krementchouk, Zaporijia et Nikopol, les autres passages étant plus légèrement fortifiés. Le 7 septembre, pour tenter de gagner du temps, les unités de la Wehrmacht et de la Waffen-SS reçoivent l'ordre de se livrer systématiquement au pillage. On espère ainsi, par une politique de terre brûlée, provoquer des problèmes logistiques pour l'Armée rouge.

### La libération de la rive gauche

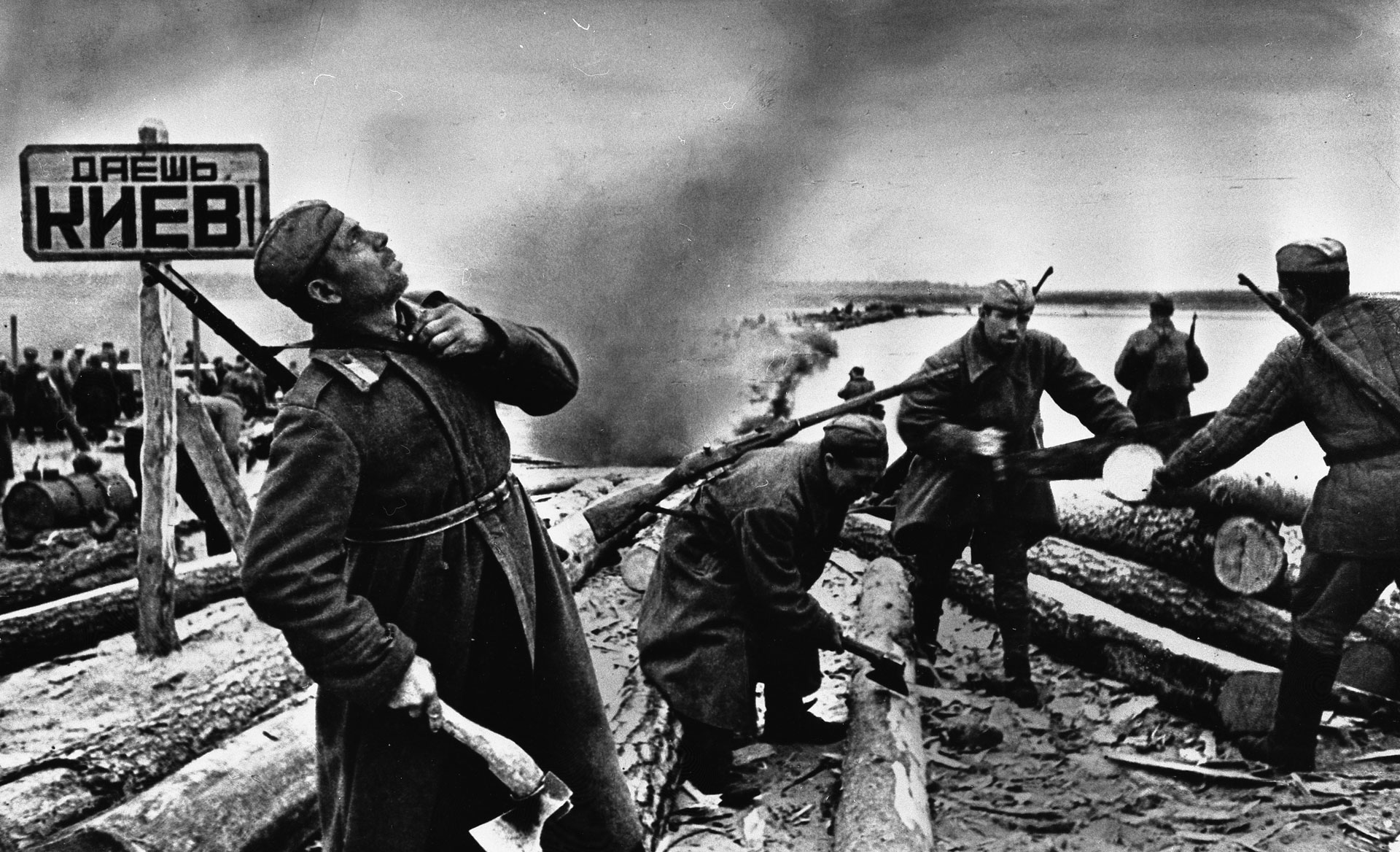
Soldats soviétiques vers Kiev en 1943.

Le 24 août 1943, sur une longueur de 1 400 kilomètres, entre Smolensk et la mer d'Azov, cinq fronts de l'Armée rouge s'ébranlent en direction de l'ouest. Du nord au sud, participent à l'offensive le front central, celui de Voronej, celui de la steppe, celui du sud-ouest, et enfin celui du sud. Ils regroupent quarante-cinq armées, dont quatre de chars et cinq aériennes, soit au total 2,65 millions d'hommes, équipés de 51 000 pièces d'artillerie, 2 400 blindés et 2 800 avions. En face, les Allemands alignent 1 250 000 hommes, 12 500 pièces d'artillerie, 2 100 chars et 2 000 avions. Ils ne peuvent espérer résister longtemps à ce déferlement sur le terrain ouvert des steppes. Les combats ne sont pourtant pas faciles, car les Allemands couvrent leur repli, en laissant des troupes dans chaque agglomération et sur chaque hauteur, pour retarder et infliger le maximum de pertes aux Soviétiques. La défense de la ville de Poltava, par exemple, est extrêmement efficace, si bien qu'Ivan Koniev finit par décider de la laisser en arrière, en continuant vers le Dniepr. Une fois isolée, la garnison se rendra. Hitler se range finalement à l'avis d'Erich von Manstein et ordonne, le 15 septembre, le repli derrière le fleuve. À la fin du mois, les Soviétiques atteignent le cours inférieur du Dniepr, mais le plus difficile reste à venir pour eux : ils doivent maintenant traverser l'obstacle, face à une défense allemande préparée.

### L'opération aéroportée
Le 24 septembre, pour faciliter le franchissement, la Stavka décide de tenter une opération aéroportée pour renforcer la tête de pont de Boukrine (ru) sur la rive droite du Dniepr. Mais le parachutage, mal préparé, de troupes inexpérimentées qui connaissent très peu la région, se solde par un véritable fiasco. La première vague atterrit principalement dans les lignes soviétiques sur la rive gauche, voire dans le Dniepr lui-même. La seconde, forte de cinq mille hommes, atterrit sur la rive droite, mais dispersée et peu pourvue en armes antichar, elle est bientôt submergée par les forces mécanisées allemandes. Quelques survivants se joignent aux partisans et attaquent la logistique allemande. Le seul succès du largage a été la distraction de nombreuses forces mécanisées, ce qui facilite quelque peu les passages en force des forces conventionnelles. Déjà échaudés par leur échec à Viazma, pendant l'hiver 1941, les Soviétiques renoncent dès lors à toute opération aéroportée importante.

## Le franchissement en force
Le Dniepr est le troisième plus important fleuve d'Europe, derrière la Volga et le Danube, atteignant plus de trois kilomètres de largeur dans sa partie basse. Plusieurs barrages le rendent encore plus large à de nombreux endroits. Pour compliquer encore la tâche des assaillants, la rive droite à conquérir est plus élevée et couverte de fortifications allemandes. Face à cette situation, le commandement soviétique a deux options : regrouper ses forces pour tenter de percer sur un ou deux secteurs plus faciles d'accès, pour ensuite contourner les défenseurs et les contraindre à abandonner la ligne devenue inutile – cette option présentant cependant le risque de laisser le temps aux Allemands de ramener des réserves. Ou tenter directement, à partir des positions occupées, de passer en force sur un large front, prenant les Allemands de vitesse, mais avec le risque de subir des pertes importantes. Pour des raisons avant tout politiques — Staline voulant occuper Kiev avant le 7 novembre —, c'est la seconde option qui est choisie. Les soldats vont alors utiliser tout ce qui peut flotter pour traverser le fleuve sous un feu dense ennemi, puis s'enterrer dans les ravines qui constituent la rive droite du Dniepr. Ces attaques courageuses vont payer, mais leur coût humain sera lourd. Le 22 septembre, une première tête de pont est obtenue à la confluence des marais du Pripet et du Dniepr, le 24, une seconde l'est à Dniprodzerjynsk, le lendemain, une à Dnipropetrovsk, et le 28, une à Krementchouk. À la fin du mois, on compte vingt-trois têtes de pont, certaines larges de dix kilomètres et profondes d'un ou deux.

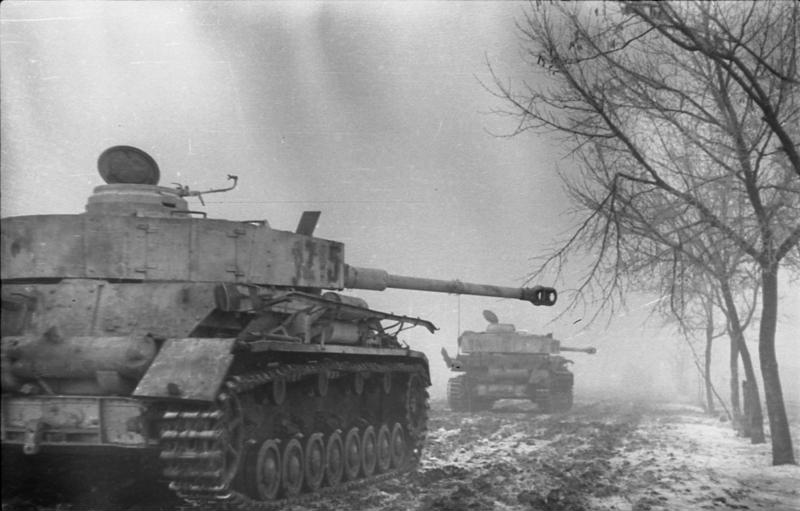
Panzer IV en déploiement sur le front de l'Est en décembre 1943.

La réaction allemande consiste en de vigoureuses contre-attaques pour écraser les têtes de pont avant qu'elles puissent bénéficier d'appuis lourds. Par exemple, celle de Borodaevsk, que Koniev mentionne dans ses mémoires, subit une importante attaque combinée de chars et d'aviation. Koniev se plaignit de l'absence de patrouilles de chasseurs soviétiques pour contrer les bombardiers allemands, et poussa un maximum d'artillerie sur la rive opposée pour appuyer les troupes isolées. Cette artillerie déployée en soutien garantit le maintien des têtes de pont sur la rive occidentale, mais seulement au prix de pertes terrifiantes, la plupart des divisions n'alignant plus que la moitié ou le quart de leur effectif.

## La seconde bataille de Kiev
Au nord, Nikolaï Vatoutine, comprenant que ses troupes occupant les positions au sud de Kiev ont peu d'espoir d'attaquer la ville, du fait des excellentes défenses du 24e Panzerkorps de Walther Nehring, fait passer la 3e armée de chars de la Garde de Pavel Rybalko, par la tête de pont de Lioutej, au nord de Vichgorod, et concentre son artillerie pour la soutenir. Le 3 novembre, les défenses de la 4e Panzerarmee sont percées, et le 5 novembre les blindés de Rybalko sont dans les rues de Kiev.
Les Soviétiques foncent alors vers l'ouest, vers Jitomir, Korosten, Berditchev et Fastov, menaçant la liaison ferroviaire avec le groupe d'armées Centre. Manstein demande alors à Hitler de lui donner les 40e et 48e Panzerkorps, pour contre-attaquer et tenter de reprendre la ville. Hitler refuse d'employer le 40e Panzerkorps et relève Hermann Hoth, pour le remplacer par Erhard Raus, à la tête de la 4e Panzerarmee. La première tentative de contre du 48e Panzerkorps, avec la 25e Panzerdivision, est arrêtée par le 7e corps blindé de la Garde, à Fastov. Mais les unités allemandes, bientôt renforcées, peuvent durcir leur défense et empêcher la déroute. Les 1re et 7e Panzerdivisionen, ainsi que la LSSAH, reprennent Broussilov, puis Jitomir. Rybalko envoie alors ses blindés contrer l'attaque allemande, donnant lieu à une grande bataille de chars, qui dure jusqu'à l'arrivée de la saison des boues.
Les opérations reprennent le 5 décembre, par une attaque allemande qui force la 60e armée soviétique à évacuer Korosten, et menace même Fastov. Finalement, Vatoutine demande des renforts et reçoit la 1re armée de chars, et la 18e armée soviétique, avec lesquelles il s'empare à nouveau de Broussilov, mettant fin au danger.